# Laas, Loiret

Laas este o comună în departamentul Loiret din centrul Franței. În 1 ianuarie 2022 avea o populație de 241 de locuitori.